# フランシス・ベアリング (初代準男爵)
初代準男爵サー・フランシス・ベアリング（英: Sir Francis Baring, 1st Baronet、1740年4月18日 - 1810年9月12日）は、イギリスの銀行家、政治家。
五つの貴族家系として現存する英ベアリング家の初代にして、ベアリングス銀行の創設者として知られる。

## 経歴
1740年4月18日、ドイツ・ブレーメン出身の商人ジョン・ベアリングとその妻エリザベス（旧姓ヴォウラー）の七男としてエクセターのラークビーア(Larkbeare)に生まれる。ロンドンのベーム商店に送られてそこで商務を学んだ。
1762年にロンドン・シティにおいて最古のマーチャント・バンクベアリングス銀行を創設した。大英帝国の急速な拡大という時流に乗って、貿易商人たちの資金調達の手形の引受で大きな成功を収めた。1793年までにはロンドン最有力の引受業者に成長した。18世紀末から19世紀初頭の対仏戦争（フランス革命戦争・ナポレオン戦争）ではイギリス戦時公債の最大の引受会社となった。
銀行業の片手間に様々な活動を行った。王立取引所保険会社やイギリス東インド会社の役員などを務めた。また1784年から1806年にかけてはグランパウンド選挙区(1784-1790)、ウィカム選挙区(1794-1796,1802-1806)、カーン選挙区(1796-1802)から選出されて庶民院議員を務めた。野党ホイッグ党のアドバイザーを務めつつ、首相小ピットととも友人であった。
1793年5月29日にグレートブリテン準男爵位「ロンドンのベアリング準男爵（Baronet Baring, of London）」に叙されている。
19世紀に入った頃に引退。銀行は長男トマス、次男アレクサンダー(後の初代アシュバートン男爵)、三男ヘンリーの3人が受け継いだ。これに伴って1807年には「ベアリング・ブラザーズ」と社名を変更している。
フランシスは1810年9月12日にケントのリーで死去。準男爵位は長男トマスが継承した。

## 家族
1767年にウィリアム・ヘリングの娘ハリエットと結婚し、彼女との間に長男トマス、次男アレクサンダー、三男ヘンリーら5人の息子と5人の娘を儲けている。
長男トマスは準男爵位を継承し、その子孫はノースブルック男爵を得た。次男アレクサンダーはアシュバートン男爵位を受けている。三男ヘンリーの家系からはレヴェルストーク男爵家、クローマー伯爵家、グレンデールのホウィック男爵家の3家が出ている。